# Alcyonium digitatum
Espèce
Alcyonium digitatum est un organisme marin proche des coraux que l'on trouve dans les régions côtières du nord de l'océan Atlantique. 
Comme chez les autres membres de l'ordre des Alcyonacea, parfois nommés « coraux mous », les polypes sont ici englobés dans une masse charnue. Les colonies vivent fixées sur des substrats durs, roche en place, pierres ou coquilles. Elles sont de forme et d'étendue très variable et leur couleur varie du blanc à l'orange. Atteignant exceptionnellement le niveau des basses-mers, l'espèce peut vivre jusqu'à une cinquantaine de mètres de profondeur.
Les colonies sont presque toujours de même sexe même si un petit nombre de colonies sont hermaphrodites. La croissance de la colonie se produit principalement dans la première moitié de l'année, les polypes devenant inactifs en fin d'été, et le tissu de base devenant rougeâtre ou brunâtre en raison de la croissance d'algues et d'hydres à leur surface. À cette époque les gonades sont en développement et la ponte a lieu en décembre et janvier. La fécondation a lieu à l'extérieur et les embryons flottent pendant quelques jours avant de se développer en larves et de nager librement. La plupart vont bientôt s'installer sur un substrat adéquat et développer de nouveaux polypes, mais quelques-unes peuvent rester dans le zooplancton pendant un certain temps et se dispersent sur une vaste zone. Certaines colonies ont vécu pendant vingt ans.
Les polypes se nourrissent à différents moments de la journée en allongeant leurs tentacules. Ils se nourrissent de plancton en suspension dans l'eau avec l'aide de leurs cils et en absorbant l'oxygène dans le même temps.